# Epoxy
Epoxy – belgijski komiks autorstwa Jeana Van Hamme’a i Paula Cuveliera, wydany w 1968 roku przez oficynę Le Terrain Vague. Polskie tłumaczenie ukazało się w 2015 roku nakładem wydawnictwa Kubusse. Epoxy jest debiutanckim komiksem Jeana Van Hamme’a, później uznanego scenarzysty takich serii, jak Thorgal, XIII czy Largo Winch.

## Fabuła
Podczas żeglowania na jachcie u wybrzeży greckich wysp, młoda kobieta Epoxy wypada za burtę do morza i mdleje. Budzi się na pokładzie statku podłego Koltara, który wciąga ją w orgię i próbuje złożyć jako ofiarę antycznym bogom. Tu zaczyna się przygoda Epoxy: przenosi się nagle do krainy mitów greckich, w której poznaje Amazonki, Heraklesa, Tezeusza, centaury, Dionizosa, Psyche, Afrodytę i Zeusa.

## Komentarz
Epoxy wpisuje się w nurt dzieł kultury popularnej stworzonych po sukcesie komiksu i filmu Barbarella w okresie rewolucji seksualnej lat 60. XX wieku. Mimo to twórcy musieli brać pod uwagę ewentualną zewnętrzną cenzurę, dlatego w Epoxy akty seksualne są tylko sugerowane, a intymne części ciała bohaterów są starannie zakryte.